# Montebibico
Montebibico è una frazione del comune di Spoleto (PG), posta a 820 m s.l.m. Secondo i dati del censimento Istat del 2001, gli abitanti sono 97. Il paese è prevalentemente agricolo e in particolare la castanicoltura è l'attività principale. Il paese conta due agriturismi e varie aziende di agricoltura biologica.